# Аминовы
Аминовы (в старину Аминевы) — древний дворянский род, некоторые ветви которого имеют баронский и графский титулы.

## Происхождение и история рода
Род берёт своё начало от Радши вместе с другими дворянскими родами: Бутурлиными, Пушкиными и другими.
Потомок Радши (X колено), Иван Юрьевич, прозывался "Аминь", от него и пошли Аминевы, а потом и Аминовы.
Аминов, Никита Иванович, был убит при взятии Казани 2 октября 1552 года, и имя его вписано в синодик Московского Успенского собора на вечное поминовение.
Фамилия Аминовых разделилась на две отрасли: одна отрасль переселилась в Швецию и Финляндию и существует под именем Аминофф и по настоящее время, а другая ветвь, оставшаяся в России, угасла в XVIII веке. Правнук убитого под Казанью, Федор Григорьевич, находясь воеводою в Ивангороде, пристал к шведской партии, предал Ивангород шведам в 1611 году и вступил в подданство Швеции с детьми своими и четырьмя зятьями. Был назначен шведским губернатором во Гдов, а в 1618 году причислен к шведскому дворянству; В 1778 году с восстановлением Густавом III деления дворянства на три класса был отнесён ко второму из них — рыцарскому.
Дочери Федора Григорьевича были замужем: Аграфена — за Григорием Опалевым, родоначальником шведских дворян Аполловых (Apollof), Наталия — за Никитою Калитиным, от которого произошли шведские дворяне Калитины; другие дочери также были замужем, но потомство их угасло в Швеции.
Один из внуков Федора Григорьевича, Адольф Исаевич, последовал в Италию за шведскою королевою Христиною, там женился и принял католичество. Другие братья его приняли в Швеции лютеранскую веру. Аминовы в Швеции разделились на три ветви. Двое из второй ветви, Густав, ландсгевдинг Саволаксо-Карельской губернии, и брат его, вице-канцлер Абоского университета, Иоанн-Фридрих, возведены были королём Густавом Адольфом IV в баронское Шведского королевства достоинство 15 октября 1808 года, но в это время Финляндия была уже присоединена к Российской империи, и диплом на баронское достоинство был выдан императором Александром I, 6 мая 1812 года.
Впоследствии император Александр I возвел барона Иоанна-Фридриха Аминова, 12 декабря 1819 года, в графское Великого княжества Финляндского достоинство, наследственное в мужеском колене его по порядку первородства для старшего в роде.

## ДНК
Как ни странно, ДНК-тест Аминева оказался близок не к Пушкиным, а, например, к Бяконтам (Плещеевым — ДНК бралось у Тироновых и Москатиньевых, общий предок менее 1100 лет назад, но более 650) и Гедиминовичам (с последними общий предок около полутора тысячелетий назад). Другой представитель рода Аминовых, протестированный в FamilyTreeDNA (767538), принадлежит к гаплогруппе G2a2b1a1b1a-Z37375 (нисходящая от G-Z37368).